# Аннотированная библиография
Аннотированная библиография — это библиография, которая дает краткое изложение каждой записи. Цель аннотаций — предоставить читателю краткое изложение и оценку каждого источника. Каждое резюме должно быть кратким изложением центральной идеи (идей) источника и давать читателю общее представление о содержании источника.

## Основные компоненты
Ниже приведены основные компоненты аннотированной библиографии. Не все эти поля используются; поля могут отличаться в зависимости от типа аннотированной библиографии и инструкций преподавателя, если это часть учебного задания.
- Полное библиографическое описание: необходимая и полная библиографическая информация (автор, название, издатель, дата и т. д.);
- Биография автора: имя, авторитетность, опыт или квалификация автора;
- Цель работы: причины, по которым автор написал работу;
- Объём работы: широта или глубина охвата и затронутые темы или подтемы;
- Краткое содержание: основные информативные моменты документа;
- Аудитория: для кого написано (широкая публика, специалисты, студенты);
- Методология: какие методологии и методы исследования использовались в работе;
- Точка зрения: какова точка зрения или подход автора (школа мысли и т. д.);
- Источники: цитирует ли автор другие источники, и если да, то какие; основан ли документ на собственном исследовании автора; высказано ли личное мнение;
- Надёжность источника: насколько надёжна работа;
- Вывод: какой вывод делает автор в документе; обоснован ли вывод работой;
- Особенности: любые важные дополнения, например наглядные пособия (диаграммы, карты и т. д.), оттиски исходных документов, аннотированная библиография;
- Сильные и слабые стороны: каковы сильные и слабые стороны работы;
- Сравнение: как источник соотносится с другими работами, написанными другими авторами по теме: согласен или не согласен ли он с другим автором или определённой школой мысли; есть ли другие работы, которые поддерживают или оспаривают это;
- Личное заключение: мнение о работе или отзыв на источник на основе других доступных работ, исходных знаний о предмете или совокупности знаний, полученных другими исследователями.

## Разновидности аннотаций
- Информативные — этот тип аннотации представляет собой краткое изложение источника. Информативная аннотация должна включать тезисы работы, аргументы или гипотезу, доказательства и заключение[4].
- Ориентировочные — не предоставляют актуальной информации из источника, предоставляют общую информацию о том, какие вопросы или проблемы рассматриваются в работе, например, через названия глав. В ориентировочной библиографии нет попытки предоставить фактические данные, такие как гипотезы, доказательства и т. д.
- Оценочные — этот тип аннотации позволяет оценить сильные и слабые стороны источника с точки зрения полезности и качества[4]. Оценочные аннотированные библиографии делают больше, чем просто обобщение, они предоставляют критические оценки[5].
- Комбинированные — большинство аннотированных библиографий содержат комбинированные аннотации. Этот тип аннотации резюмирует или описывает тему, а затем оценивает полезность источника и резюмирует. Обычно также содержит подробный анализ причины написания работы[4].